# جارد هوزر
جارد هوزر (بالإنجليزية: Jared Hauser)‏ هو زمّار أمريكي، ولد في 1971.